# جامع الميداني
جامع الميداني نسبة إلى بانيه الأمير حسن بن محمد الحلبي المشهور بابن الميداني، يقع المسجد في محلة الألمجي في المدينة القديمة في حلب، وتعتبر مئذنته إلى حد ما شبيهة بمئذنة جامع المهمندار في المدينة ذاتها.